# سیارک ۳۴۴۶
سیارک ۳۴۴۶ (به انگلیسی: 3446 Combes، نامگذاری:1942EB) سه هزار و چهارصد و چهل و ششمین سیارک کشف شده‌است که در ۱۲ مارس ۱۹۴۲ و در هایدلبرگ کشف شد.
قدر مطلق سیارک برابر ۱۳٫۳۰ است.